# Microsoft Academic Search
Microsoft Academic Search fue un proyecto de investigación y un motor de búsqueda académico retirado en 2012. Se relanzó en 2016 como Microsoft Academic.

## Historia
Microsoft lanzó una herramienta de búsqueda llamada Windows Live Academic Search en 2006 para competir directamente con Google Scholar. Se renombró Live Search Academic después de su primer año y luego se suspendió dos años después. En 2009, Microsoft Research Asia Group lanzó una herramienta beta llamada Libra en 2009, que tenía como objetivo la investigación de algoritmos en la búsqueda vertical a nivel de objeto, minería de datos, vinculación de entidades y visualización de datos. Libra fue redirigido al servicio MAS en 2011 y contenía 27,2 millones de registros de libros, artículos de conferencias, y revistas.
Aunque en gran parte funcional, el servicio no estaba destinado a ser un sitio web de producción y dejó de desarrollarse, como se pretendía originalmente cuando se cumplieron los objetivos de investigación del proyecto. El servicio dejó de actualizarse en 2012., El hecho de que esta disminución no se haya informado anteriormente indicó a los autores que el servicio fue ignorado en gran medida por académicos y bibliometristas por igual. 
En julio de 2014, Microsoft Research anunció que Microsoft Academic estaba evolucionando de un proyecto de investigación a un servicio de producción y se integraría con el motor de búsqueda insignia de Microsoft,  Bing, y su servicio de asistente personal,  Cortana. "Al hacer crecer Microsoft Academic Search de un esfuerzo de investigación a la producción", dice Kuansan de Microsoft Research Wang, "nuestro objetivo es hacer de Cortana con tecnología Bing el mejor asistente de investigación personal para nuestros usuarios".